# Konrad Krajewski
Konrad Krajewski (Łódź, 25 novembre 1963) è un cardinale e arcivescovo cattolico polacco, dal 3 agosto 2013 elemosiniere di Sua Santità.

## Biografia

### Formazione e ministero sacerdotale
Konrad Krajewski è nato a Łódź (Polonia) il 25 novembre 1963. Dopo gli studi liceali, nel 1982 è entrato nel seminario diocesano di Łódź. L'11 giugno 1988, dopo aver ottenuto la laurea in teologia presso l'Università Cattolica di Lublino, è stato ordinato presbitero. Per due anni ha svolto un lavoro pastorale nella propria diocesi come vicario parrocchiale, prima a Rusiec e poi a Łódź.
Nel 1990 si è spostato a Roma per proseguire gli studi presso il Pontificio Istituto Liturgico Sant'Anselmo. Il 5 marzo 1993 ha conseguito la licenza in liturgia presso il medesimo istituto e il 10 marzo 1995 ha conseguito il dottorato in teologia presso la Pontificia Università San Tommaso d'Aquino con una dissertazione sull'ordinazione episcopale nella riforma del Concilio Vaticano II. Durante la permanenza a Roma, ha collaborato con l'Ufficio delle celebrazioni liturgiche del sommo pontefice ed è stato cappellano della clinica ortopedica e traumatologica dell'Università "La Sapienza".
Rientrato nella sua arcidiocesi di origine nel 1995, è stato cerimoniere dell'arcivescovo Władysław Ziółek e ha insegnato liturgia nel seminario diocesano e in quello dei francescani e dei salesiani, nonché nell'Accademia di Varsavia, essendo anche stato nominato prefetto del seminario diocesano.

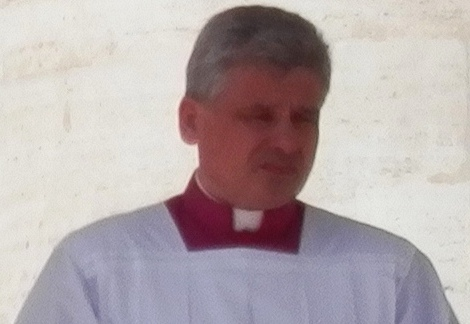
Mons. Krajewski, allora cerimoniere pontificio, assiste alla Messa d'inaugurazione del ministero petrino di papa Francesco, 19 marzo 2013

Nel 1998 ha fatto ritorno a Roma ed è stato assunto presso l'Ufficio delle celebrazioni liturgiche del sommo pontefice. Il 12 maggio 1999 è stato nominato cerimoniere pontificio e come tale ha servito tre pontefici: papa Giovanni Paolo II, papa Benedetto XVI e papa Francesco.

### Ministero episcopale
Per conto del Papa, fra le altre cose, ha fatto costruire bagni e docce per i senzatetto in Piazza San Pietro, ne ha accompagnato gruppi al mare, sostenuto persone danneggiate dal terremoto del 2016 ad Amatrice e Ascoli Piceno, donato sacchi a pelo e auto del Vaticano ai senza fissa dimora nei giorni di maggior freddo, accolto famiglie di rifugiati siriani lasciando loro anche il suo stesso appartamento, aperto una lavanderia gratuita e pagato l'affitto per una spiaggia accessibile anche ai disabili.
Si tratta di iniziative che, in risposta ad alcune polemiche, sono state ricondotte all'impegno alla "reciproca collaborazione per la promozione dell'uomo e il bene del Paese", contenuto nei patti di villa Madama.
Il 3 agosto 2013 è stato nominato elemosiniere di Sua Santità e contestualmente è stato elevato all'episcopato con la dignità personale di arcivescovo del titolo di Benevento, antica città della provincia romana d'Africa.
Dal Papa ha avuto l'indicazione di non rimanere "dietro la scrivania" ma di recarsi direttamente per le strade di Roma o dove necessario. Secondo il vaticanista John Allen durante il pontificato di Francesco tale ruolo avrebbe assunto un peso crescente.
Ha ricevuto l'ordinazione episcopale il 17 settembre successivo, all'Altare della Cattedra della Basilica Vaticana, alla presenza di papa Francesco, dal cardinale Giuseppe Bertello, presidente del Governatorato dello Stato della Città del Vaticano, avendo per co-consacranti Piero Marini, arcivescovo titolare di Martirano e presidente del Pontificio comitato per i congressi eucaristici internazionali, già maestro delle celebrazioni liturgiche pontificie, e Władysław Ziółek, arcivescovo emerito di Łódź, che, nel 1988, lo aveva ordinato sacerdote.
Il 20 maggio 2018, al termine del Regina Cœli, papa Francesco ha annunciato la sua creazione a cardinale nel concistoro del 28 giugno. In quest'occasione, Krajewski ha dichiarato: "Questa porpora è per i poveri". Durante il concistoro ha ricevuto la diaconia di Santa Maria Immacolata all'Esquilino.
Il 12 maggio 2019, il cardinale Krajewski è intervenuto direttamente in una vicenda che riguarda un grande stabile occupato a Roma, lo Spin Time Labs, in via di Santa Croce e occupato dall'ottobre 2013 dal movimento “Action” guidato dall'ex-consigliere comunale Andrea Alzetta, detto Tarzan. Vista la mancanza di titolo legale degli occupanti, le autorità avevano provveduto a staccare l'elettricità allo stabile, che ospita circa 400 persone indigenti, tra cui molti bambini. Il cardinale Krajewski, armato di pinze e cacciavite, ha così deciso di riattaccare direttamente lui il quadro elettrico, prendendosi la responsabilità di questo atto di disobbedienza civile, lasciando sul contatore il proprio biglietto da visita. Non risulta che le autorità italiane abbiano presentato denunce nei suoi confronti.
Dal 2020 è membro della Commissione cardinalizia di vigilanza dell'Istituto per le Opere di Religione.
A marzo 2022, dopo l'invasione russa dell'Ucraina, papa Francesco ha inviato il cardinale Krajewski con aiuti umanitari in Ucraina insieme al cardinale Michael Czerny, prefetto del Dicastero per il servizio dello sviluppo umano integrale. Questa missione, che consiste in diversi viaggi, è stata vista come un gesto molto insolito da parte della diplomazia vaticana. Il 17 settembre 2022, durante una di queste missioni a Zaporižžja, il convoglio umanitario guidato dall'elemosiniere è stato coinvolto in una sparatoria: nessuno, però, è stato ferito.
In occasione della VI Giornata mondiale dei poveri ha trasmesso, a nome del papa, una donazione con cui corredare di un pacco viveri l'elargizione del pasto agli indigenti assistiti in Moldavia dalla Fondazione Regina Pacis.

## Genealogia episcopale
La genealogia episcopale è:
- Cardinale Scipione Rebiba
- Cardinale Giulio Antonio Santori
- Cardinale Girolamo Bernerio, O.P.
- Arcivescovo Galeazzo Sanvitale
- Cardinale Ludovico Ludovisi
- Cardinale Luigi Caetani
- Cardinale Ulderico Carpegna
- Cardinale Paluzzo Paluzzi Altieri degli Albertoni
- Papa Benedetto XIII
- Papa Benedetto XIV
- Papa Clemente XIII
- Cardinale Marcantonio Colonna
- Cardinale Giacinto Sigismondo Gerdil, B.
- Cardinale Giulio Maria della Somaglia
- Cardinale Carlo Odescalchi, S.I.
- Cardinale Costantino Patrizi Naro
- Cardinale Lucido Maria Parocchi
- Papa Pio X
- Papa Benedetto XV
- Papa Pio XII
- Cardinale Eugène Tisserant
- Papa Paolo VI
- Cardinale Agostino Casaroli
- Cardinale Giuseppe Bertello
- Cardinale Konrad Krajewski